# 282
282（二百八十二、二八二、にひゃくはちじゅうに）は、自然数また整数において、281の次で283の前の数である。

## 性質
- 282は合成数であり、約数は1, 2, 3, 6, 47, 94, 141, 282 である。
  - 約数の和は576。
    - 66番目の過剰数である。1つ前は280、次は288。
    - 約数の和が平方数になる15番目の数である。1つ前は265、次は310。
- 38番目の回文数である。1つ前は272、次は292。
- 29番目の楔数である。1つ前は273、次は285。
- 約数の和が282になる数は1個ある。(281) 約数の和1個で表せる58番目の数である。1つ前は278、次は284。
- 各位の和が12になる23番目の数である。1つ前は273、次は291。
- 282 = 12 + 52 + 162 = 72 + 82 + 132
  - 3つの平方数の和2通りで表せる67番目の数である。1つ前は276、次は283。(オンライン整数列大辞典の数列 A025322)
  - 異なる3つの平方数の和2通りで表せる51番目の数である。1つ前は276、次は296。(オンライン整数列大辞典の数列 A025340)
- 282 = 13 + 13 + 43 + 63
  - 4つの正の数の立方数の和で表せる64番目の数である。1つ前は280、次は285。(オンライン整数列大辞典の数列 A003327)
- n = 282 のとき n と n − 1 を並べた数を作ると素数になる。n と n − 1 を並べた数が素数になる34番目の数である。1つ前は270、次は294。(オンライン整数列大辞典の数列 A054211)

## その他 282 に関連すること
- 西暦282年
- 紀元前282年
- 年始から数えて282日目は10月9日、閏年では10月8日。
- 282高地の戦いは、朝鮮戦争中に発生した戦闘。
- UFC 282
- フレットナー Fl 282
- 車輪配置 2-8-2
- 「そうだ、村上さんに聞いてみよう」と世間の人々が村上春樹にとりあえずぶっつける282の大疑問に果たして村上さんはちゃんと答えられるのか? は、村上春樹の書籍。